# Khani-Basa-Gletscher
Der Khani-Basa-Gletscher befindet sich im westlichen Karakorum im pakistanischen Sonderterritorium Gilgit-Baltistan.

## Lage
Der Khani-Basa-Gletscher ist ein rechter Tributärgletscher des Hispargletschers. Er hat eine Länge von 15 km. Er strömt in südlicher Richtung durch die Gebirgsgruppe Hispar Muztagh und mündet in den nach Westen strömenden Hispargletscher. Die Gletscherfläche beträgt etwa 44 km². Der 7 km lange Östliche Khani-Basa-Gletscher hat sein Nährgebiet am Westfuß des 6641 m hohen Tahu Rutum. Der Khani-Basa-Gletscher wird von folgenden Bergen eingerahmt: Kanjut Sar I (7760 m), Kanjut Sar II (6831 m), Khani Basa Sar (6441 m) und Hispar Sar (6400 m).